# Äthiopischer Lungenfisch
Der Äthiopische oder Marmorierte Lungenfisch (Protopterus aethiopicus) kommt in Ost- und Nordostafrika im sudanesischen Abschnitt des Nils, im Albertsee, Edwardsee, Victoriasee, Nabugabosee, Tanganjikasee und Kyogasee vor und ist mit einer Maximallänge von zwei Metern und einem Maximalgewicht von 17 kg der längste Lungenfisch der Erde. Er besitzt die größte bisher beschriebene Genomgröße aller Tiere.

## Merkmale
Der Äthiopische Lungenfisch besitzt einen zylindrischen, schleimbedeckten und glatten Körper mit tief in die Haut eingebetteten kleinen Schuppen. Der Schwanz ist zugespitzt, die Schwanzflosse mit der langen Rückenflosse und der Afterflosse zusammengewachsen. Eine Schuppenlängsreihe vom Hinterrand des Auges bis über den Anus besteht aus 55 bis 70 Schuppen, eine Reihe rund um den Körper aus 40 bis 50 Schuppen. Der Beginn der Rückenflosse liegt gleich weit von den Augen und dem Anus entfernt oder näher zu letzterem. Brust- und Bauchflossen sind fadenartig reduziert. Die Fische sind auf der Rückenseite schiefergrau, gelblichgrau oder rosig auf der Bauchseite, manchmal auch leuchtend gelb auf der Unterseite. Körper und Flossen sind oft mit zahlreichen dunklen Flecken gemustert. Die hellen sensorischen Kanäle auf Kopf und Körper sind schwarz eingefasst. In beiden Kiefern verfügen Äthiopische Lungenfische über Zahnplatten mit scharfen, schneidenden Kanten. Jungfische zeigen noch deutliche, büschelförmige Außenkiemen, die ab einer Länge von 15 cm in den meisten Fällen verschwinden.
Vom Ostafrikanischen Lungenfisch (P. amphibius) und vom Westafrikanischen Lungenfisch (P. annectens) unterscheidet sich der Äthiopische Lungenfisch vor allem durch den relativ kurzen Kopf und die größere Rippenzahl (35–41 im Vergleich zu 34–35 bzw. 27–29).

## Lebensweise
Der Äthiopische Lungenfisch bewohnt Flüsse und Seeufer, Sümpfe und Auen. Im Victoriasee kommt er im freien Wasser und in Randsümpfen vor, im Tanganjikasee nur in der Nähe der einmündenden Flüsse und in den Flussdeltas. Jungfische leben zwischen den verfilzten Wurzeln des Echten Papyrus (Cyperus papyrus). Ausgewachsene Tiere fressen vor allem  Weichtiere, daneben auch kleinere Fische und Insekten, Jungfische, die kleiner als 35 cm sind, vor allem jedoch Insekten. Der Äthiopische Lungenfisch kann in kleinen Flüssen und Sümpfen überleben, die für eine relativ lange Zeit des Jahres vollständig austrocknen. Er gräbt sich in die Schlammschicht am Bodengrund der Gewässer und bildet aus großen Mengen von Schleim einen Kokon, der den Fisch vor dem Austrocknen bewahrt. Am oberen Ende des Kokons befindet sich eine kleine Öffnung, die es ihm ermöglicht, Sauerstoff aufzunehmen. Beginnt die Regenzeit und füllt sich das Gewässer wieder mit Wasser, verlässt er den Kokon. In vielen Lebensräumen des Äthiopischen Lungenfischs ist er allerdings nicht von Trockenzeiten betroffen. Er pflanzt sich während der Regenzeit fort. Mehrere Weibchen legen ihre Eier in eine von einem Männchen gegrabene Höhle, das auch Eier und Jungfische bewacht.

## Unterarten
- P. a. aethiopicus Heckel, 1851
- P. a. congicus Poll, 1961
- P. a. mesmaekersi Poll, 1961